# Кармашовка
Кармашовка — деревня в Чеховском районе Московской области, в составе муниципального образования сельское поселение Стремиловское (до 28 февраля 2005 года входила в состав Стремиловского сельского округа), деревня связана автобусным сообщением с райцентром и соседними населёнными пунктами.

## Население
| 2002 | 2006 | 2010 |
| ---- | ---- | ---- |
| 1    | ↗2   | ↗7   |

## География
Кармашовка расположена примерно в 24 км на юго-запад от Чехова, на левом берегу реки Нара, у границы с Жуковским районом (Калужская область) Калужской области), высота центра деревни над уровнем моря — 140 м.